# Crías Zerg
Las crías del imperio zerg (o Zerg's Broods en inglés) son congregaciones de Zergs, extraterrestres creados como civilización en el juego StarCraft producido por Blizzard, divididas de esta manera para poder ser manejadas más fácilmente. Cada Cría tiene una especialidad y es manejada por un cerebrado.

## Cría Baelrog
La Cría Baelrog consiste en los más temibles de todos los guerreros Zerg. Llegando a ser extremadamente destructora y sanguinaria, la Cría Baelrog es convocada a menudo por Gorn para sembrar el terror y la confusión en las filas enemigas. La Cría consigue incluso incomodar al resto de Zergs, ya que no solo es conocida por sus salvajes tácticas en la batalla, sino además por su voraz canibalismo. La Baelrog es criada y entrenada para atacar sin vacilación, misericordia o consideración.
La Baelrog fue destruida cuando su Cerebrado, Gorn, fue asesinado en Aiur por Zeratul.
- Cría Baelrog
- Cerebrado Comandante	Gorn
- Tamaño Estimado	6,000
- Directorio Primario	Escuadrón aterrorizador
- Color Distintivo	Blanco
- Sobre el Nombre	Balrog (Mitología Tolkien)

## Cría Fenris
El papel de la Cría Fenris es el de cazar y eliminar sistemáticamente oponentes del Enjambre Zerg. Las criaturas de esta Cría son conocidas por sus formidables habilidades y su mortal eficacia. Una de las principales tareas de esta Cría es la de encontrar nuevas razas convenientes para su asimilación en el Enjambre Zerg; una vez que esa especie haya sido identificada por la Cría Fenris, la Cría Grendel realiza la asimilación. La Cría Fenris fue una de las tres crías involucradas en la invasión del sistema Terran de Brontes.
- Cría Fenris
- Cerebrado Comandante	Nargil
- Tamaño Estimado	5,500
- Directorio Primario	Enjambre Cazador
- Color Distintivo	Verde
- Sobre el Nombre	Fenrisulfr (Mitología Nórdica)

## Cría Garm
Dirigida por el astuto Cerebrado Zasz, la Cría Garm forma parte del ala de ataque principal del Enjambre Zerg, junto con las Crías mucho mayores en número Jormungand y Surtur. La Cría compensa sus relativamente pequeños números usando tácticas de guerrilla, incluyendo ataques sorpresa e incursiones frecuentadas. Es conocida por su extrema ferocidad y su velocidad en los ataques. Esta Cría fue supuestamente destruida por la Cría Jormungand después de la muerte de Zasz en Char, pero en StarCraft: Brood War, la Cría aparece de nuevo bajo el mando de un nuevo Cerebrado en Shakuras. Este nuevo Cerebrado fue destruido, pero un tercero aparece en Char. También es destruido, y probablemente haya un cuarto como consecuencia de la muerte del tercer Cerebrado.
Una Cría secundaria fue creada bajo otro Cerebrado con elementos de la Cría Garm para acabar con la invasión del sistema Brontes en Insurrección. El sino de este Cerebrado es desconocido, aunque podría haber sido uno de los Cerebrados mencionados anteriormente como consecuencia de la muerte de Zasz. Otra porción de la cría fue controlada por Alan Schezar usando otro Cerebrado en Enslavers.
- Cría Garm
- Cerebrado Comandante	Zasz

- Tamaño Estimado	10,000
- Directorio Primario	Fuerza de Asalto Primaria
- Color Distintivo	Naranja
- Sobre el Nombre	Garm (Mitología Nórdica)

## Cría Incubus
La Cría Incubus sobresale en las artes de exploración y reconocimiento. Careciendo de la capacidad destructiva propia de otras crías mayores, la Cría es dirigida lo más a menudo posible a las colonias y asentamientos exteriores más pequeños. Bajo el mando del Cerebrado Auza, la Cría Incubus normalmente es implantada tras las líneas enemigas, asaltando tácticamente su infraestructura hasta que el enemigo se derrumba sobre sí mismo. El ataque directo es siempre usado como último recurso. Debido a la naturalidad secreta de la Cría Incubus, esta suele usar unidades especializadas como Corruptores y Reinas y muchas veces también algunas unidades infestadas.
La Incubus formaba la invasión inicial del sistema Brontes. Después de varias batallas perjudiciales contra las fuerzas Protoss la Cría se vio forzada a infestar a un grupo local e Terrans rebeldes, con Auza personalmente asimilando al líder psíquico Atticus Carpenter. Sin embargo, la mente de Auza fue destruida involuntariamente por Carpenter, quien entonces asumió el control de la Cría y la usó para sus propios fines. La Cría Incubus fue destruida por la Supermente para evitar que Carpenter acumulara demasiado poder dentro del Enjambre.
- Cría Incubus
- Cerebrado Comandante	Auza

- Tamaño Estimado	5,000
- Directorio Primario	Reconocimiento

- Color Distintivo	Esmeralda
- Sobre el Nombre	Incubus (Leyenda Medieval)

## Cría Jormungand
La Cría Jormungand es la Cría que el jugador controla como un sub-Cerebrado a través de los niveles Zerg del Episodio II y VI, aunque al jugador se le da el control de unas pocas unidades especializadas de la Cría Tiamat en ciertos niveles.
La Cría Jormungand es la principal fuerza de soporte del Enjambre, y una de las más numerosas. Cuando la Cría aparece en otra parte, y/o cuando el jugador no está presente, es entonces cuando su Cerebrado comandante, Araq, asume el control, confiando en la fuerza bruta y en su superioridad numérica para destruir a los oponentes de los Zerg. Un buen ejemplo del trabajo Jormungand fue cuando la Cría sobrepasó las defensas Terran y destruyó la desprotegida base Terran de New Gettysburg en el Episodio I. Es en esta batalla en donde la Cría Jormungand captura a Sarah Kerrigan, y una Cría secundaria (con un nuevo Cerebrado, el carácter del jugador) fue creada con algunos de sus miembros para servirla y protegerla.
La Cría Jormungand también fue uno de los principales protectores de la Supermente cuando esta se manifestó en Aiur. La Colmena que protegía a la Supermente consistía en cuatro colmenas rodeándola. La Cría Jormungand entonces fue rodeada por otras cuatro Colmenas Zerg de la Cría Tiamat, colocándose como defensa externa.
- Cría Jormungand
- Cerebrado Comandante	Araq
- Tamaño Estimado	3,000,000
- Directorio Primario	Fuerza de Soporte Primario
- Color Distintivo	Violeta
- Sobre el Nombre	Jörmungandr (Mitología Nórdica)

## Cría Kukulkan
La Cría Kukulkan a diferencia de otras Crías Zerg, no fue creada por la Supermente, sino por Sarah Kerrigan después de la muerte de la Supermente en Aiur. No parece comandada por un Cerebrado convencional y su tamaño es desconocido. La Cría Kukulkan solo fue desplegada una vez:: fue enviada a la colonia exterior Bhekar Ro con órdenes de recuperar un artefacto Xel´Naga de gran poder. Durante su campaña contra las fuerzas Protoss y el Escuadrón Alpha la Cría asimiló una especie de perro utilizado como tropa de asalto kamikaze, llamados por el General Duke Roverliscos. Las mutaciones genéticas no fueron conservadas ya que la totalidad de la cría fue destruida por el propio artefacto Xel´Naga que habían ido a buscar.
Cría Kukulkan
Cerebrado Comandante	Sarah Kerrigan
- Tamaño Estimado	Desconocido
- Directorio Primario	Fuerza de Asalto Especializada
- Color Distintivo	Aqua
- Sobre el Nombre	Kukulkan (Mitología Maya)

## Cría Surtur
La poderosa Cría Surtur, bajo el control del Cerebrado Kagg, solo es enviada por la Supermente Zerg cuando la Cría Jormungand no puede derrotar al enemigo. Esta Cría es descrita como tan destructiva que se guarda en reserva siempre que es posible. Esta Cría aparece en el StarCraft Original en la misión Terran Norad II. También se la conoce por el nombre de Surt (o Surtr), el gigante de fuego de la mitología Nórdica que lo destruiría todo en el fin de los tiempos, y es apropiado considerando que es lo que esta Cría hará una vez liberada, muchas veces arrasando las fuerzas aliadas y hostiles sin discriminación.
- Cría Surtur
- Cerebrado Comandante	Kagg
- Tamaño Estimado	2,600,000
- Directorio Primario	Fuerza de Soporte Pesado
- Color Distintivo	Azul
- Sobre el Nombre	Surtr (Mitología Nórdica)

## Cría Tiamat
La Cría Tiamat es la más importante y poderosa Cría del Enjambre. Su misión es la de proteger a la propia Supermente Zerg. La Tiamat se especializa en combates tácticos espaciales y raramente envía algunas tropas terrestres, salvo en casos excepcionales o en misiones importantes. La Cría Tiamat es famosa por ser la mayor productora de unidades Zerg especializadas, tales como Los Devoradores, los Cazadores Asesinos, y los poderosos Torrasque. Fue una de las dos crías confiadas para proteger a la Supermente en Aiur.
Tiamat
| Cerebrado           | Daggoth                                 |
| Tamaño Estimado     | 6,500,000                               |
| Directorio Primario | Flota de Mando                          |
| Color Distintivo    | Rojo                                    |
| Sobre el Nombre     | Tiamat (Mitología Babilónica y Sumeria) |

- Datos: Q5792718